# Афраний (персонаж)
Афра́ний — второстепенный персонаж романа «Мастер и Маргарита» Михаила Булгакова и заглавный персонаж романа «Евангелие от Афрания» Кирилла Еськова.
В обоих романах Афраний — начальник тайной стражи при прокураторе Иудеи Понтии Пилате. В «Мастере и Маргарите» он является "заведующим тайной службой при прокураторе Иудеи" (глава 25, "Как прокуратор пытался спасти Иуду"). В романе Еськова вводится отчёт военного трибуна Афрания для проконсула Сирии Луция Вителлия, в котором описывается секретная операция «Рыба» для создания на базе одной из религиозных общин, существовавших в описываемое время на оккупированных римлянами землях, сильной, влиятельной религии, провозглашающей смирение и отказ от вооружённой борьбы с римскими захватчиками.

## Описание персонажа
Из романа «Мастер и Маргарита»:
…Основное, что определяло его лицо, это было, пожалуй, выражение добродушия, которое нарушали, впрочем, глаза, или, вернее, не глаза, а манера пришедшего глядеть на собеседника. Обычно маленькие глаза свои пришелец держал под прикрытыми, немного странноватыми, как будто припухшими, веками. Тогда в щелочках этих глаз светилось незлобное лукавство. Надо полагать, что гость прокуратора был склонен к юмору. Но по временам, совершенно изгоняя поблескивающий этот юмор из щелочек, теперешний гость широко открывал веки и взглядывал на своего собеседника внезапно и в упор, как будто с целью быстро разглядеть какое-то незаметное пятнышко на носу у собеседника. Это продолжалось одно мгновение, после чего веки опять опускались, суживались щелочки, и в них начинало светиться добродушие и лукавый ум…
В романе Булгакова Афраний и Понтий Пилат стремятся сделать доброе дело, не порывая со злом. Пилат желает помиловать Иешуа Га-Ноцри, но утверждает смертный приговор. Афраний по долгу службы руководит казнью Иешуа, затем убивает доносчика Иуду из Кириафа.

## Происхождение персонажа
Афраний (лат. Afranius) — римское родовое имя. Известно несколько исторических персонажей с именем Афраний. Считается, что Секст Афраний Бурр (?—62 н. э.), римский военачальник и государственный деятель, наставник императора Нерона, префект преторианцев во время правления Нерона, стал прототипом булгаковского Афрания. Сведения о жизни Афрания Бурра почерпнуты Михаилом Булгаковым из книги французского историка религий Э. Ренана (1823—1892) «Антихрист». Выписки из неё найдены в архиве писателя.
Также есть версия, связывающая персонажа с другим персонажем — Фаготом. Согласно ей имя Фагот образовано от названия одноимённого музыкального инструмента, изобретённого итальянским монахом Афранио.
В этом случае Фагот, вместе с котом Бегемотом из свиты Воланда, становится параллелен Афранию и псу Банга из свиты Понтия Пилата.

## Образ Афрания в кинематографе
| Название           | Страна         | Год  | Режиссёр        | В роли Афрания                                     | Примечания |
| ------------------ | -------------- | ---- | --------------- | -------------------------------------------------- | ---------- |
| Пилат и другие     | ФРГ            | 1972 | Анджей Вайда    | Анджей Лапицкий                                    |            |
| Мастер и Маргарита | Польша         | 1988 | Мацей Войтышко  | Марек Обертын                                      |            |
| Инцидент в Иудее   | Великобритания | 1991 | Пол Брайерс     | Джим Картер                                        |            |
| Мастер и Маргарита | Россия         | 1994 | Юрий Кара       | Юрий Шерстнёв                                      |            |
| Мастер и Маргарита | Россия         | 2005 | Владимир Бортко | Любомирас Лауцявичюс (озвучивает Олег Басилашвили) | телесериал |